# دنيس توماس فلين
دنيس توماس فلين (بالإنجليزية: Dennis Thomas Flynn)‏ هو محامي أمريكي، ولد في 13 فبراير 1861 في فينيكسفيل في الولايات المتحدة، وتوفي في 19 يونيو 1939 في أوكلاهوما سيتي في الولايات المتحدة.